# Clàudia Augusta
Clàudia, en llati Claudia Augusta, va ser l'única filla de l'emperador Neró i la seva esposa Popea Sabina.
Va néixer a Àntium el 21 de gener de l'any 63. L'emperador va celebrar el seu naixement amb grans cerimònies i festes i li va concedir, a ella i a la seva mare, el títol d'Augusta. Va morir quan tenia quatre mesos i va ser deificada amb el nom de Diva Claudia. Neró va ordenar que s'edifiqués un temple amb el seu nom i li va consagrar un sacerdot. No han quedat restes d'aquest temple. A les monedes se l'anomena Diva Claudia Virgo.